# Umbellulidae
Umbellulidae is een familie van neteldieren uit de klasse van de Anthozoa (Bloemdieren).

## Geslacht
- Umbellula Gray, 1870